# (29646) Polya
(29646) Polya est un astéroïde de la ceinture principale.

## Description
(29646) Polya est un astéroïde de la ceinture principale. Il fut découvert le 16 novembre 1998 à Prescott (Arizona) par Paul G. Comba. Il présente une orbite caractérisée par un demi-grand axe de 2,25 UA, une excentricité de 0,08 et une inclinaison de 3,9° par rapport à l'écliptique.

## Compléments